# Kinder von Hellas
Kinder von Hellas ist eine Erzählung von Brigitte Reimann, die 1956 in Berlin erschien.

## Inhalt
Die 15-jährige schöne Helena Zachanides und der etwa gleichaltrige Costas Chalkidis lernen sich im Sommer 1948 bei den Partisanen unter Kommandeur Stawros Tadschidis kennen und lieben. Führenden Köpfe dieser Abteilung der griechischen Volksbefreiungsarmee reden sich mit Genosse an; sind also Kommunisten. Helena und Costas hängen über den ganzen Text hinweg nicht direkt solchen Idealen nach. Helena ist zusammen mit ihrem älteren Bruder Tanassis zu den Partisanen gestoßen, nachdem die „Schergen des Königs“ den Bruder Nikos nahe bei der kleinen Hafenstadt Alexandroupolis am Ägäischen Meer erschlagen hatten. Mit der Übersiedelung aus Saloniki hatte sich die Familie Zachanides nicht vor den Schergen verbergen können. Nikos war 1946 am Aufstand gegen die Engländer beteiligt gewesen.
Helena kämpft in den Reihen der Partisanen unerschrocken. Allein anno 1948 setzt sie sechs gegnerische Panzer außer Gefecht. Costas ging zu den Partisanen, nachdem er mitansehen musste, wie der Vater erhängt wurde. Der Junge steht Helena an Tapferkeit nicht viel nach. Während des Kampfes um das Dorf Suflis trägt er seinen verwundeten Kommandeur Stawros Tadschidis aus dem Feuer. Liebeleien unter Partisanen werden streng bestraft. Trotzdem wird Helena vom Kommandeur und von Costas geliebt. Costas kämpft gegen Stawros um sein Mädchen. Der Junge will mit ihr leben. Als bei Feres ein mit Feinden besetzter Zug in die Luft gesprengt werden soll und sich Helena freiwillig meldet, gelingt auch Costas die Teilnahme an dem Himmelfahrtskommando. Der Junge läuft aber überraschenderweise während des Unternehmens zum Feind über. Prompt wird Helenas Bruder Tanassis, der auch teilnimmt, vom herbeistürmenden, gut unterrichteten Feind erschossen. Der Überläufer und Helena werden inhaftiert. Weil Costas das Leben der Geliebten retten will, verrät er die Stellung der Partisanen an den Feind. Darauf werden Helena und Costas freigelassen. Helena erkennt in Costas den Verräter, verwundet ihn, schlägt sich zu Tadschidis durch und gesteht die ganze Wahrheit. Die Partisanen stoßen das Mädchen aus ihren Reihen aus. Costas stellt sich Tadschidis und wird zur Strafe erschossen. Helena kämpft auf eigene Faust in einer benachbarten Partisanenformation gegen den Feind und wird tödlich verwundet. Das Mädchen wird von den Partisanen in Ehren bestattet.

## Interpretation
Brigitte Reimann hat das Buch einer gewissen „Helena Ziplakis“ gewidmet, „die im Sommer 1955, dreiundzwanzig Jahre alt, nach siebenjähriger Kerkerhaft in Griechenland ermordet wurde.“ Anscheinend hat die Autorin den Stoff von einem Bekannten, „dem griechischen Arbeiter Christos Ziplakis“. Gewiss hat dieses Frühwerk Schwächen. Zum Beispiel nähert sich Brigitte Reimann dem Allwissenden, wenn sie schreibt: „Er schämte sich nicht einmal seiner Lüge.“ In dem Sinne macht es sich die Autorin ein klein wenig zu einfach – wenn sie etwa resümiert: „Er dachte: Ich sehe ja schon Gespenster.“ Wenn die südthrakische Natur um die Partisanen herum beschrieben wird, klingt Brigitte Reimanns prosaische Sprache manchmal an Poesie an und lässt somit die künftige bedeutende Autorin erahnen.

## Rezeption
- Revolution: Vorbilder Brigitte Reimanns seien die „Die Hochzeit von Haiti“, „Die Verlobung in St. Domingo“ und „Hyperion“ gewesen. Allerdings fehle den Vorbildern das Reimannsche Pathos und ebenso die großen Emotionen.[7]
- Die Kinder (Helena, Costas) stürben für die anspruchsvolle Ideologie der Väter.[8]
- Das Motiv der Bruderliebe Helenas – Costa ähnelt dem Bruder Nikos – erinnert Wiesener an Antigone.[9]
- Helena erscheint Dohms[10] für eine Jugendliche als zu erfahren.

### Textausgaben
Erstausgabe
- Kinder von Hellas. Mit Illustrationen von Kurt Zimmermann. Verlag des Ministeriums für Nationale Verteidigung, Berlin 1956. 211 Seiten. Halbleinen.

Verwendete Ausgabe
- Kinder von Hellas. Illustrationen von Werner Ruhner. Nachbemerkungen von Heide Hampel. Verlag Neues Leben, Berlin 1989. Kompaß-Bücherei Bd. 377, ISBN 3-355-00957-1

### Sekundärliteratur
- Barbara Wiesener: Von der bleichen Prinzessin, die ein purpurrotes Pferd über den Himmel entführte – das Utopische im Werk Brigitte Reimanns. Univ. Diss. Dr. phil., Potsdam 2003, 236 Seiten